# Кручин
Кручин (пол. Kruczyn, нім. Kirschdorf) — село в Польщі, у гміні Нове-Място-над-Вартою Сьредського повіту Великопольського воєводства.
Населення — 364 особи (2011).
У 1975-1998 роках село належало до Познанського воєводства.

## Демографія
Демографічна структура станом на 31 березня 2011 року:
|          | Загалом | Допрацездатний вік | Працездатний вік | Постпрацездатний вік |
| -------- | ------- | ------------------ | ---------------- | -------------------- |
| Чоловіки | 180     | 32                 | 133              | 15                   |
| Жінки    | 184     | 46                 | 102              | 36                   |
| Разом    | 364     | 78                 | 235              | 51                   |